# Sân bay Nachingwea
Sân bay Nachingwea (IATA: NCH, ICAO: HTNA) là một sân bay ở Nachingwea, Tanzania.